# Iglesia Episcopal de San José
La Iglesia Episcopal de San José, ahora conocida como St. Matthew's-St. Joseph's Episcopal Church, es una histórica iglesia episcopal ubicada en 8850 Woodward Avenue en Detroit, la ciudad más grande del estado de Míchigan (Estados Unidos). Es parte de la Diócesis Episcopal de Míchigan. Fue agregada al Registro Nacional de Lugares Históricos en 1982.

## Historia
Este edificio fue construido en 1926 como sucesor de la anterior Iglesia Episcopal de San José en 5930 Woodward Avenue. En 1971, St. Matthew's Episcopal, la segunda congregación afroamericana más antigua de Detroit, fusionó con St. Joseph's.

## Edificio
El edificio de la iglesia es una estructura gótica típica construida con arenisca oscura con molduras de arenisca clara. Tiene una nave estrecha a dos aguas y pasillos laterales salientes y transeptos salientes.  Un gran rosetón da a Woodward, sentado sobre una entrada empotrada. Un campanario alto y cuadrado y una casa parroquial se encuentran contra el transepto norte. Los laterales son contrafuertes, con triforios góticos.
El arquitecto, James J. Nettleton, era miembro de la congregación de San Jósé y se graduó del programa de arquitectura de la Universidad de Cornell.